# Royaume du Simien
 (août 2019).
Améliorez-le ou discutez des points à vérifier. 
Le royaume du Simien (hébreu : ממלכת סאמיאן), parfois appelé royaume des Beta Israël (hébreu : ממלכת ביתא ישראל) ou royaume des Falashas (hébreu : הממלכה של הפלשים), est un ancien royaume juif du peuple Beta Israël, centré autour de la partie nord-ouest du royaume éthiopien d'Abyssinie, il prend fin sous le règne de l'empereur Susenyos d'Éthiopie qui conquiert et annexe le royaume en 1627[citation nécessaire].
Il y a un désaccord sur la date exacte de la création du royaume ; il est précédé par un certain nombre de régions qui étaient sous autorité juive dans la partie nord-ouest de l'Éthiopie[citation nécessaire]. La tradition judéo-éthiopienne date la fondation du royaume du Simien au IVe siècle, juste après que le royaume d'Aksoum se convertit au christianisme sous le règne de l'empereur Ezana,.

## Dynastie des Gédéon[citation nécessaire]
La dynastie des Gédéon (hébreu : גִדְעֹ֣ון, Giḏʻōn, « abatteur », « celui qui abat un arbre ») régnait sur le royaume du Simien[citation nécessaire], c'était une dynastie de rois éthiopiens et de descendants privilégiés de Sadoq[citation nécessaire] qui était un grand prêtre pendant le règne du roi David et du roi Salomon. Selon la tradition de la communauté Beta Israël, le fils de Sadoq, Azaria a été envoyé en Éthiopie avec Ménélik.[citation nécessaire]

### Principaux souverains
- Le roi Phinéas : premier roi des Beta Israël pendant le règne de l'empereur Ezana d'Aksoum.[citation nécessaire]
- le roi Gédéon IV : père de la reine Judith.[citation nécessaire]
- la reine Judith (≈960-≈1000) : met fin à l'Empire aksoumite.[citation nécessaire]
- le roi Yekouno Amlak (1270-1285)
- le roi Yagbéa-Syon (1285-1294)
- le roi Ouédem-Arad (1299-1314)
- le roi Amda Seyon Ier (1314-1344)
- le roi Gédéon V (1434-1468) : dirige la révolte contre l'empereur Zara Yaqob.[citation nécessaire]
- le roi Joram : roi pendant le règne de l'empereur Gelawdéwos d'Éthiopie.[citation nécessaire]
- le roi Radi : roi suivant le roi Joram pendant le règne de l'empereur Menas d'Éthiopie.[citation nécessaire]
- le roi Caleb : roi suivant le roi Radi pendant le règne de l'empereur Sarsa Dengel d'Éthiopie.[citation nécessaire]
- le roi Goshen : roi pendant le règne de l'empereur Sarsa Dengel.[citation nécessaire]
- le roi Gédéon VII : roi pendant le règne de l'empereur Susenyos d'Éthiopie.[citation nécessaire]
- le roi Pinhas, dernier roi des Beta Israël.[citation nécessaire]

## Nom du royaume
Selon la tradition Beta Israël, à son époque le royaume était appelé le « royaume des Gédéon »[citation nécessaire], d'après le nom des rois juifs de la dynastie qui y régnait. Un document du Xe siècle d'un historien arabe affirme que le nom du royaume qui a détruit l'Empire d'Aksoum, après la révolte de la reine Judith est « ha-Dani »[citation nécessaire]. Ce document corrobore les documents d'Eldad ha-Dani[citation nécessaire], qui mentionnaient que la tribu de Dan s'est exilé volontairement et a établi un royaume indépendant[citation nécessaire]. Entre le XVe siècle et le début du XVIIe siècle, l'Empire éthiopien appelait le royaume sous le nom de « Falashas ». Ce nom a été plus tard popularisé et apparaît également dans les écrits juifs de cette période[citation nécessaire]. Au XVIe siècle, le géographe Livio Sanuto appelait le royaume « terre des Juifs » (Judaeorum Terra) dans son « Tabula X », carte publiée en 1588 ; Léon l'Africain a également évoqué le royaume des Beta Israël en tant que « terre des Juifs » (Terra de' Giudei).
Puis le nom le plus commun au XVIe siècle et XVIIe siècle a été le « royaume du Simien » – nom donné au royaume suivant la zone qu'il dominait après avoir perdu le contrôle des régions de Dambya et Wegera.[citation nécessaire]

## Histoire

### Fondation du royaume

Beta Israel en Éthiopie.

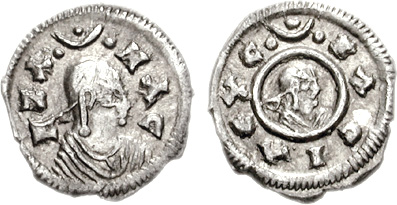
Pièces à l'effigie de l'empereur Ezana.

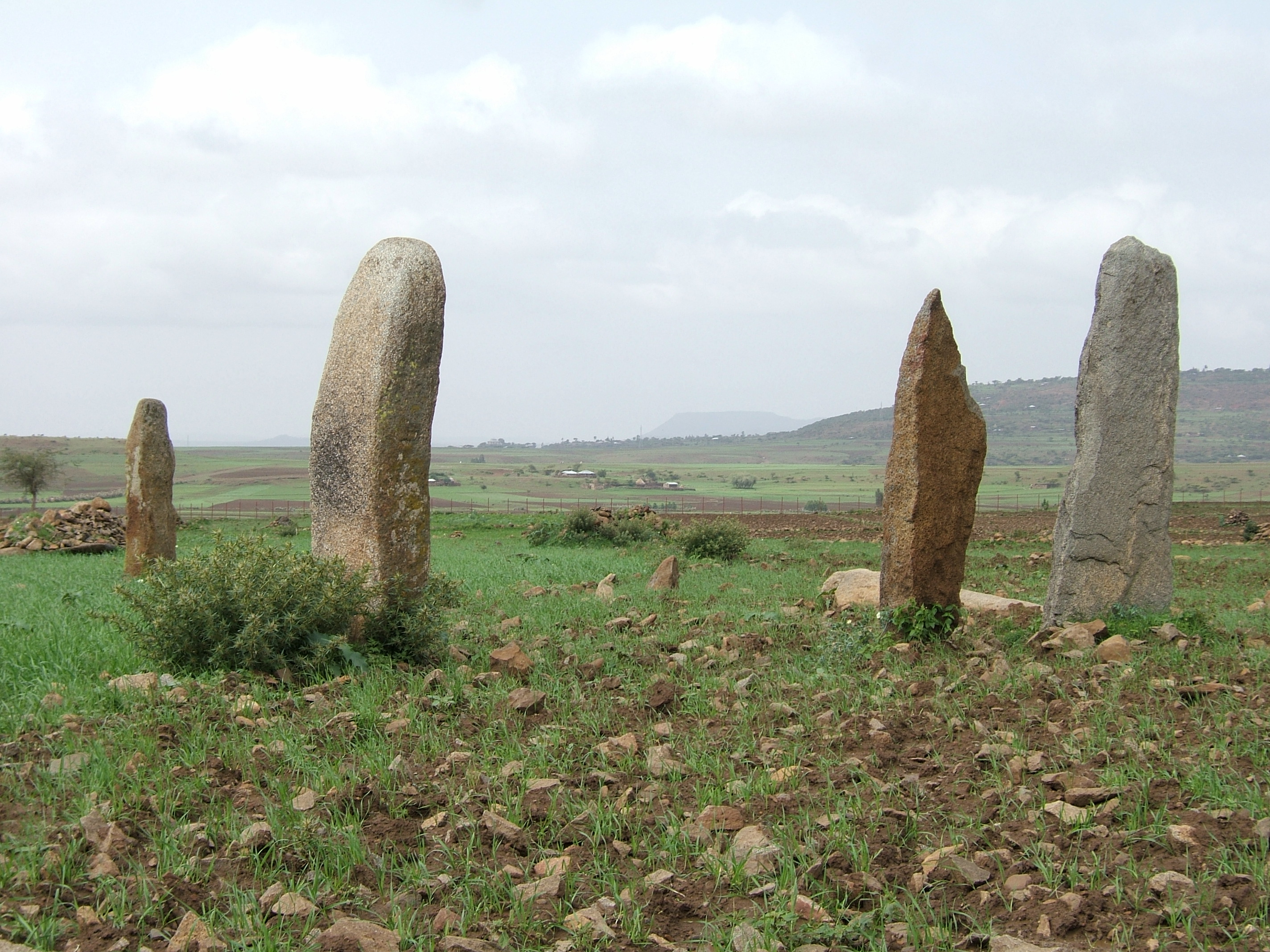
« Champ de Judith », zone de ruines de bâtiments détruits (selon la tradition) par les forces de la reine Judith.

Selon la tradition Beta Israël, le royaume juif des Beta Israël a été initialement mis en place après que Ezana ait été couronné empereur d'Aksoum en 325[citation nécessaire]. Ezana, qui a fait dans son enfance ses études auprès du missionnaire Frumence, a déclaré le christianisme comme religion de l'Empire éthiopien, après avoir été couronné. Les habitants qui pratiquaient le judaïsme et refusaient de se convertir au christianisme ont alors commencé à se révolter - ce groupe a été appelé « Beta Israël » par l'empereur. Le royaume des Beta Israël a finalement été fondé après une guerre civile entre la population juive et la population chrétienne. Les rebelles juifs voulaient se différencier des gens qui pratiquaient le christianisme et donc pendant la guerre civile, la communauté juive a commencé à migrer hors de l'empire vers la région des monts Simien et la province de Dambya — les régions situées au nord du lac Tana et au sud de la rivière Tekezé — à l'époque cette région n'était pas partie intégrante de l'Empire aksoumite et, par conséquent, les Juifs ont commencé à établir leur royaume dans cette région, couronnant leur premier roi, Phinéas, un descendant du grand prêtre juif Sadoq, et commença une période d'expansion territoriale vers l'est et le sud.[citation nécessaire]
Au milieu du IXe siècle, le royaume d'Aksoum a commencé une nouvelle expansion qui a conduit à un conflit armé entre les forces de l'empire et les forces Beta Israël[citation nécessaire]. Le royaume des Beta Israël, sous le roi Gédéon IV a réussi à vaincre les forces aksoumite. Néanmoins, au cours de la bataille le roi Gédéon est tué. En conséquence, la fille de Gédéon, Judith (Gudit), hérita du royaume de son père et en prit le commandement. Le premier défi de Judith était d'arrêter les invasions futures du royaume par l'Empire chrétien aksoumite. En conséquence, Judith a formé une alliance avec les Agew - de cette façon une alliance militaire a été formée entre ceux qui s'opposaient à l'expansion de l'Empire chrétien aksoumite[citation nécessaire].
Autour de 960, la grande confédération tribale dirigée par la reine Judith[citation nécessaire], qui comprenait à la fois les forces des tribus Agew et les forces Beta Israël, a envahi la capitale d'Aksoum, conquérant et détruisant la ville (y compris les nombreuses églises et monastères qui ont été brûlés et détruits) et imposant la domination juive sur Aksoum,. En outre, le trône d'Aksoum a été dérobé et les forces de la reine Judith saccagent et incendient le monastère de Debre Damo qui à l'époque était un trésor et une prison pour les parents masculins de l'empereur d'Éthiopie, tuant tous les héritiers potentiels de l'empereur.[citation nécessaire]
Après la chute de l'empire d'Aksoum, la reine Judith se couronne elle-même comme impératrice[citation nécessaire] et nomme des gouverneurs dans les provinces conquises. La reine Judith a régné sur le territoire qu'elle a conquis pendant environ 40 ans, établissant des relations commerciales avec les pays voisins et, finalement, lègue le trône à ses descendants.[citation nécessaire]
L'âge d'or du royaume des Beta Israël a eu lieu, selon la tradition éthiopienne, entre les années 858-1270[citation nécessaire], dans lequel le royaume juif a prospéré. Pendant cette période, la communauté juive mondiale a entendu pour la première fois les histoires de Eldad ha-Dani qui, apparemment, a visité le royaume. Marco Polo et Benjamin de Tudèle mentionnent également un royaume juif éthiopien indépendant dans les écrits de cette période. Cette période se termine avec la montée de la dynastie chrétienne des Salomonides.

### Guerres et déclin
En 1270, la dynastie chrétienne salomonide a été restaurée après le couronnement d'un monarque revendiquant descendre du seul prince royal qui a réussi à échapper à la révolte de la reine Judith. Pour les trois prochains siècles les empereurs de la dynastie salomonide mèneront une longue série d'affrontements armés avec le royaume juif.
En 1329, l'empereur Amda Seyon fait campagne dans les provinces du nord-ouest de Simien, Wegera, Tselemti, et Tsegede, dans lesquelles beaucoup avaient été convertis au judaïsme et où les Beta Israël ont gagné en importance. Il a envoyé des troupes là-bas pour lutter contre les gens « comme les Juifs » (Guèze : ከመ: አይሁድ kama ayhūd).
Pendant le règne de l'empereur Yéshaq (1414-1429), le royaume juif est envahi[citation nécessaire], ce dernier est annexé et commence à subir une pression religieuse[citation nécessaire]. Yéshaq divise les territoires occupés du royaume juif en trois provinces qui sont contrôlées par des commissaires qu’il nomme lui-même. Il réduit le statut social des Juifs par rapport à celui des chrétiens et force les Juifs à se convertir sous peine de perdre leurs terres. Elles seraient données continuellement selon la tenure connu sous le nom de rist, qui les rendrait à jamais transmissibles par le bénéficiaire et non transférables par l'empereur. Yéshaq décrétait que : « Celui qui est baptisé dans la religion chrétienne peut hériter de la terre de ses ancêtres ; sinon, qu’il soit un Falasi. » Cela peut avoir été à l'origine de l'expression « Falashas » (falāšā, « vagabond » ou « personne sans terre »).
En 1450, le royaume juif a réussi à récupérer les territoires qu'il avait perdus auparavant et commence à se préparer à combattre les armées de l'empereur[citation nécessaire]. Les forces Beta Israël ont envahi l'Empire éthiopien en 1462 mais ont perdu la campagne et ses forces militaires ont subi de nombreuses pertes. Plus tard, les forces de l'empereur éthiopien envahirent le royaume dans la région de Bégemeder et massacrèrent beaucoup de Juifs dans cette région pendant une période de sept ans.[citation nécessaire] Bien que la région du royaume soit devenue nettement plus petite après, les Juifs purent finalement restaurer leur royaume.[citation nécessaire]
Entre les années 1529 jusqu'à 1543, les armées musulmanes du sultanat d'Adal avec l'aide des forces de l'Empire ottoman envahissent l'Empire éthiopien et convertissent l'ensemble de ses sujets à l'Islam. 
Au cours de cette période, les Juifs ont fait un pacte avec l'Empire éthiopien. 
Mais les dirigeants du royaume des Beta Israël changent leur alliance pendant la guerre et commencent à soutenir les armées musulmanes du sultanat d'Adal. 
Les armées du sultanat d'Adal ne sont pas en faveur du changement d'alliance du royaume juif et continuent la lutte contre eux, et plus tard elles conquièrent différentes régions du royaume juif, endommageant gravement son économie et tuant plusieurs de ses membres. 
En conséquence, les dirigeants du royaume des Beta Israël se tournent vers l'Empire éthiopien et leurs alliés les Portugais et demandent leur aide pour reconquérir les régions perdus du royaume. 
Les forces de l'Empire éthiopien réussissent finalement à conquérir le royaume et libèrent l'Éthiopie de Ahmed Ibn Ibrahim Al-Ghazi. 
Néanmoins, l'Empire éthiopien décide de déclarer la guerre contre le royaume juif en raison des changements de positions des dirigeants juifs au cours de la guerre Adal-Éthiopie. 
Avec l'aide de forces portugaises de l'Ordre des Jésuites, l'Empire éthiopien sous le règne de l'empereur Gelawdéwos envahit le royaume juif et exécute le roi juif Joram. 
À la suite de cette bataille, les régions du royaume sont devenues nettement plus petites et n'incluent maintenant que la région des monts Simien[citation nécessaire].
Au XVIe siècle, le grand-rabbin d'Égypte, David ben Salomon ibn Abi Zimra (Radbaz) proclame que, selon les termes de l'Halakha (Code de la loi juive), la communauté éthiopienne est certainement juive.
Après l'exécution du roi Joram, le roi Radi devient le chef du royaume des Beta Israël. Il combat également l'Empire éthiopien, alors gouverné par l'empereur Menas. Les forces du royaume juif réussissent à conquérir la région au sud du royaume et à renforcer leurs défenses dans les montagnes du Simien. Les combats contre les forces de l'empereur Menas sont un succès, les forces de l'Empire éthiopien sont finalement vaincues[citation nécessaire].

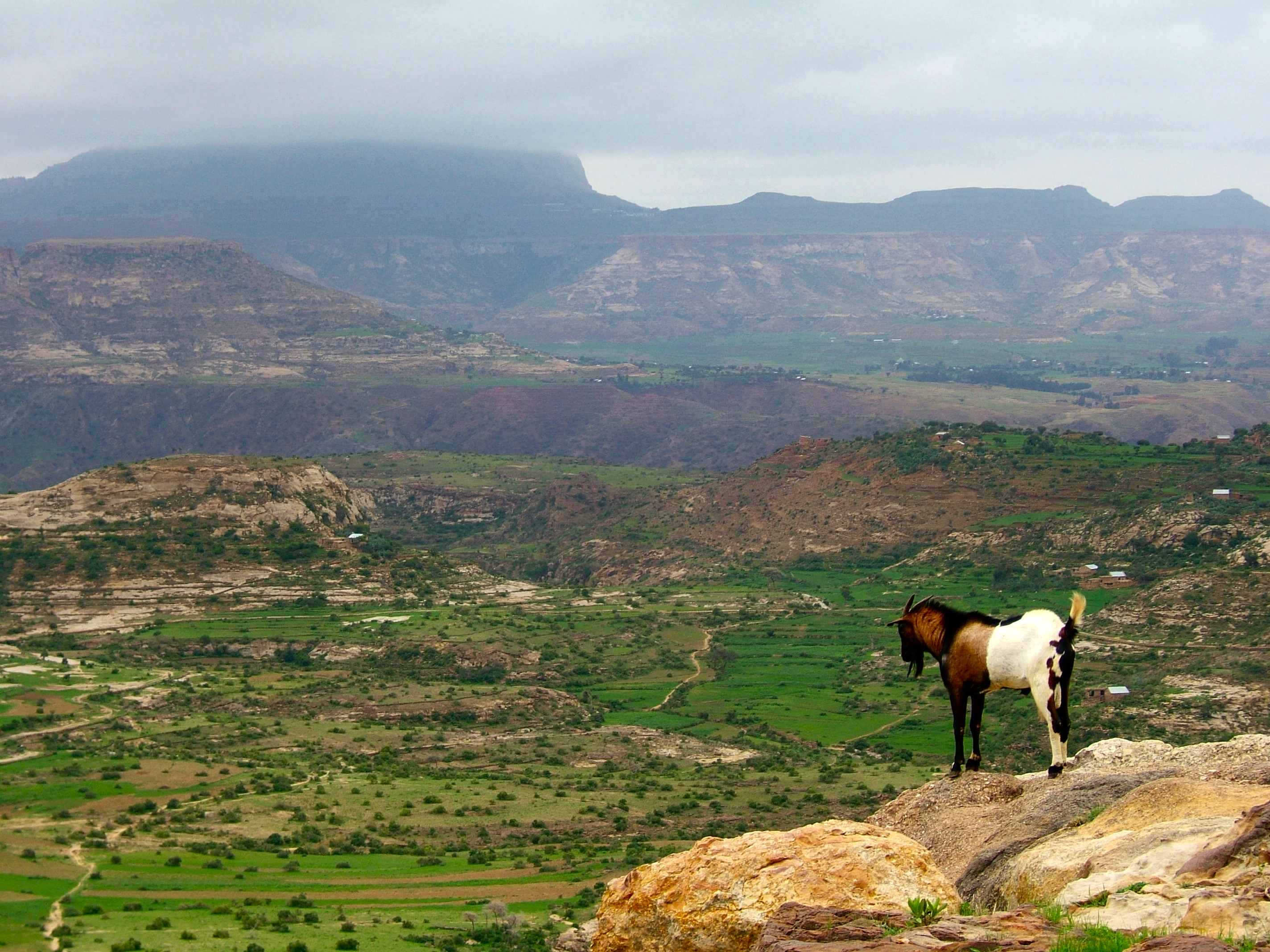
Le Ras Dashan, zone alors partie du royaume.

Pendant le règne de l'empereur Sarsa Dengel, le royaume juif est envahi et les forces de l'Empire éthiopien assiègent le royaume, les Juifs ont survécu au siège, mais à la fin le roi Goshen est exécuté ainsi qu'un grand nombre de ses soldats et de nombreux autres membres des Beta Israël se suicident[citation nécessaire].
Lorsque les forces de l'Empire éthiopien envahissent la région du Simien, ils rencontrent une résistance du nouveau roi, Gédéon VII. Les forces de l'Empire éthiopien décident finalement de mettre fin au blocus et le royaume juif est restauré[citation nécessaire].
Pendant le règne de l'empereur Susneyos, l'Empire éthiopien entre en guerre contre le royaume juif, le royaume est alors conquis et annexé à l'Empire éthiopien en 1627.